# Actinidia henanensis
Actinidia henanensis là một loài thực vật có hoa trong họ Dương đào. Loài này được C.F.Liang mô tả khoa học đầu tiên năm 1982.